# Galaktická říše (Asimov)

Kosmická loď a Slunce, emblém Galaktické říše

Galaktická říše je fiktivní vesmírné impérium z příběhů série Nadace, série Galaktická říše a několika povídek amerického spisovatele Isaaca Asimova. Je popsána jako mocné impérium s lidským osídlením přes celou galaxii Mléčná dráha. Symbolem Galaktické říše je logo kosmické lodi a Slunce.
Galaktická Říše ze světa Nadace čítá kolem 25 000 000 obydlených světů s počtem obyvatel 1 000 000 000 000 000 000 (1 trilion kolem roku 12 000 galaktické éry).

## Historie
Isaac Asimov vytvořil Galaktickou říši na začátku 40. let 20. století podle vzoru Římské říše. Nejprve se objevila v několika povídkách a novelách v časopise Astounding Science Fiction a poté v příbězích o Nadaci a o Galaktické říši.
Její raná historie je spojena s růstem vlivu své centrální planety Trantor. V roce 1 galaktické éry založí Franken I. Trantorskou republiku. Původně 5 světů Trantorské republiky se rozrůstá v Trantorskou konfederaci a poté v Trantorskou říši. Postupem času Trantor ovládá téměř polovinu Galaxie, zatímco druhá půlka je rozdělena mezi nespočet nezávislých světů a miniaturních říší. Následně vzniká Galaktická říše s centrální planetou Trantorem.
Trantor je nejbližší planeta středu Galaxie, kde je ještě možné lidské osídlení.
Galaktická říše zajišťuje svým obyvatelům velký stupeň stability a jednoty. Přestože existují lokální separatistické tendence, je zárukou míru a rozvoje civilizace. Vládcem Galaktické říše je Císař, který sídlí v Císařském paláci na Trantoru. Teoreticky má každý občan Říše možnost obrátit se přímo na Císaře, ovšem prakticky je tato šance nepatrná. Císařský trůn bývá předmětem mnoha sporů, mocenských ambicí a intrik. Nejeden Císař ukončil své panování násilnou smrtí. Císařovi nejbližším poradcem je První ministr - jedná se o vysokou funkci (kterou zastával i Hari Seldon během vlády Cleona I., když vystřídal v této pozici Eta Demerzela).
Série Nadace popisuje rozklad a pád tohoto mocného útvaru doprovázeného vzpourami, válkami a anarchií, jež uvrhávají lidstvo do dob temna (paralela k rozpadu Římské říše a úpadek civilizace ve středověku). Vznik druhé Galaktické říše předpověděla Seldonova psychohistorie, má vzniknout tisíc let po pádu první Galaktické říše a sjednotitelem má být Nadace. Hari Seldon se svou skupinou založil dvě centra Nadace (první Nadaci se sídlem na Terminu a Druhou Nadaci se sídlem na Trantoru, jejich úkolem je udržet a rozvíjet lidské vědění a zkrátit tak dobu chaosu z 30 000 let na pouhý 1 000).
Vojenské vesmírné loďstvo Říše se nazývá "Imperiální loďstvo". Emblémem či znakem Galaktické říše je stylizované Slunce (respektive hvězda) a kosmická loď. K cestování mezi planetami se využívá hyperprostor.
Galaktická říše se začíná hroutit kolem roku 12 000 galaktické éry. Rozpadala se postupně a tam, kde její vliv slábl či vymizel, se formovaly lokální království, odbojné provincie, svazy planet (často navzájem bojujících o nadvládu) nebo se jednotlivé planety odtrhly samostatně. Žádný z těchto útvarů nebyl příliš významný. 
Většího sjednocení světů se podařilo docílit pouze Nadaci a Mezkovi, jenž vytvořil říši Svaz světů (dokázal porazit i Nadaci).

## Neúplný seznam Císařů Galaktické říše
- Aburanis
- Agis XIV. - vládl kolem let 12 048 - 12 065 galaktické éry, kdy se Říše rozpadala a Trantor pociťoval ekonomický a společenský úpadek. Přítel Hari Seldona.
- Agis VI. - vládl po dobu 42 let kolem roku 10 050 galaktické éry.
- Cleon I. - přibližně stejně starý jako Hari Seldon, který v jeho vládě zastával určitou dobu funkci Prvního ministra, ačkoliv o ni nestál. Ale přání Císaře Cleona I. nebylo možné odmítnout, matematik se pak stal přítelem císaře. Cleon I. byl zavražděn svým vrchním zahradníkem Mandellem Gruberem.
- Cleon II. - poslední silný Císař Galaktické říše.
- Dagobert IX. - jeden z posledních Císařů. Byl nucen uprchnout s rodinou na planetu Delicass, protože na Trantoru začalo povstání známé jako Velké drancování, jehož výsledkem byla absolutní zkáza a vyplenění hlavní planety Galaktické říše.
- Daluben IV.
- Franken I. - považován za prvního Císaře Galaktické říše, založil Trantorskou republiku - předchůdkyni Říše.
- Kandar V. - nechal přemístit poslední obyvatele Země na nedalekou Alfu.
- Loris VI.
- Manowell - přezdívaný Krvavý císař.
- Stanel VI. - trval na uvedení technologie antigravitace do praxe. Za jeho vlády byla Říše stabilní.